# Чуперка (Васлуј)
Чуперка (рум. Ciuperca) насеље је у Румунији у округу Васлуј у општини Драгомирешти. Oпштина се налази на надморској висини од 314 m.

## Становништво
Према подацима из 2002. године у насељу је живело 40 становника, од којих су сви румунске националности.